# Орден Святого царя Константина
Орден Святого царя Константина (серб. Орден Светог Цара Константина) — церковная награда Сербской православной церкви.

## История
Учреждён решением Святого Архиерейского Собора Сербской православной церкви от 16/29 апреля 2010 года, в ознаменование предстоящих юбилейных торжеств в честь 1700-летия подписания Миланского эдикта 313 года Святым равноапостольным Императором Константином Великим, для награждения за заслуги перед Сербской православной церковью. Решение о награждении принимается Святым Архиерейским Синодом и утверждается Патриархом Сербским.
Орденом отмечаются выдающиеся заслуги в духовной, просветительской и гуманитарной областях, деятельная любовь к Сербской Православной Церкви и сербскому народу, а также за вклад в свободу религии и права человека. Орден имеет одну степень и может вручаться как духовным, так и светским лицам, а также коллективам и организациям.

## Знак ордена
Орден Святого царя Константина представляет собой золоченный металлический знак в виде Хризмы, то есть монограммы имени Христа, которая состоит из двух начальных греческих букв имени (греч. ΧΡΙΣΤΌΣ) — Χ (хи) и Ρ (ро), скрещённых между собой. По краям монограммы помещены маленькие греческие буквы α и ω.
Знак ордена носится на шейной муаровой ленте белого цвета с золотым шитьём по краям. Ширина ленты 2,9 сантиметра.

## Кавалеры ордена

### Российские кавалеры ордена
- 2013 год — Патриарх Московский и всея Руси Кирилл[2]
- 2013 год — Митрополит Волоколамский Иларион — Председатель Отдела внешних церковных связей Московского Патриархата[2]
- 2013 год — Епископ Солнечногорский Сергий — руководитель Административного секретариата Московской Патриархии[2]
- 2013 год — Сергей Александрович Маньков — историк, генеалог[3], сотрудник Центра исследования православного монархизма[серб.][4]
- 2013 год — Александр Васильевич Чепурин — Чрезвычайный и полномочный посол Российской Федерации в Республике Сербии.
- 2014 год — Леонид Петрович Решетников — генерал-лейтенант, директор Российского института стратегических исследований[5]
- 2014 год — Игорь Николаевич Слюняев (Албин) — министр регионального развития Российской Федерации[6]
- Владислав Александрович Чернушенко — советский и российский дирижёр, народный артист СССР[7]

### Иные кавалеры ордена
- 2013 год — Томислав Николич — Президент Сербии[8]
- 2013 год — Престолонаследник Александр II Карагеоргиевич — Глава Сербского королевского Дома.
- 2013 год — Ивица Дачич — Премьер-министр Сербии
- 2013 год — Милорад Додик — Президент Республики Сербской
- 2014 год — Филип Вуянович — Президент Черногории[9]
- 2013 год — Константинопольский Патриарх Варфоломей I
- 2013 год — Патриарх Иерусалимский Феофил III
- 2013 год — Архиепископ Кипрский Хризостом II — предстоятель Кипрской православной церкви.
- 2013 год — Архиепископ Афинский Иероним II — предстоятель Элладской православной церкви.
- 2013 год — Архиепископ Тиранский Анастасий — предстоятель Албанской православной церкви.
- 2013 год — Митрополит Варшавский и всея Польши Савва — предстоятель Польской православной церкви.
- 2013 год — Архиепископ Оломоуцко-Брненский Симеон — Местоблюститель Митрополичьего престола Православной Церкви Чешских земель и Словакии.
- 2013 год — Чушев, Владимир Николаевич — Чрезвычайный и Полномочный Посол Республики Беларусь в Республике Сербии.
- 2013 год — Виктор Юрьевич Недопас — чрезвычайный и полномочный посол Украины в Республике Сербии[10]
- 2013 год — Центр исследования православного монархизма[серб.] (Белград, Сербия)[11]
- 2013 год — Любиша Дикович — генерал, начальник Генерального штаба Вооружённых сил Сербии[12]
- 2013 год — Иван Хити — хорватский профессор, спасший ценности прихода Сербской православной церкви в Пакраце в 1992 году во время Войны в Хорватии[13]
- 2013 год — Народный музей в Кралево[14]
- 2013 год — Диогенис Валаванидис — председатель Центра защиты сербской национальной идентичности и президент Общества сербско-греческой дружбы[15]
- 2015 год — Митрополит Неапольский и Ставропольский Варнава — епископ Элладской православной церкви[16]
- 2016 год — Милосав Симович — генерал-лейтенант, командующий армией Республики Сербии[17][18]
- 2018 год — Маринос Рицудис — младший лейтенант ВМС Греции, отказавшийся от участия в нападении сил НАТО на Сербию в апреле 1999 года и приговоренный за неисполнение приказа к двум с половиной годам тюрьмы условно[19][20]
- 2018 год — Душица Тричкович, директор школы «Радое Доманович»[21]
- 2019 год — Межпарламентская ассамблея православия[22]
- 2019 год — Митрополит Киевский и всея Украины Онуфрий — предстоятель Украинской православной церкви (Московского патриархата)[23].

## Одноименные награды
В Нишской епархии Сербской Православной Церкви существует собственный Орден Святого царя Константина, имеющий статус епархиальной награды, знак которого выполнен в другом дизайне.